# 周禮嘉
周禮嘉（16世紀—17世紀），字體亨，號筠沖，江西九江府彭澤縣人，明朝政治人物。

## 生平
周禮嘉生而穎異，友愛兄弟，是萬曆二十八年（1600年）庚子科江西鄉試舉人，以母親年老就任萬安教諭，陞江津知縣，為政清廉，當時奢崇明占據重慶府，又剽掠附近府縣，不久入侵江津，他焚香告天：「若城破我亦不存活。」招徠鄉勇竭力守衛，兩個月後得知賊人已筋疲力盡，因此出城攻擊使賊人潰敗，隨即以監軍與秦良玉用計捕獲賊人。其後他得特疏推薦入京，然而當時魏忠賢勢力強大，決定致仕回鄉，人們佩服其見識，死後入祀鄉賢祠。

## 引用
1. 1 2  同治《彭澤縣志·卷十一·人物志》：周禮嘉，字體亨，號筠沖，萬厯庚子舉於鄉，生而穎異篤孝友，因母老就萬安教諭，陞四川江津令，清操自持，時奢賊據渝，所掠郡邑望風披靡，來攻江津，嘉焚香告天曰：「城破我必不生。」乃廣募鄉勇竭力守禦，凡兩閱月知賊已疲，出與之戰賊遂潰，孤城卒保，隨以監軍同秦良玉用計擒賊，恢復全省，兩臺序功交疏特薦應召入京，值魏璫勢熾，遂致仕歸，人服其識，祀鄉賢。子易象，登崇禎壬午鄉薦。